# Bătălia de la Covadonga
Bătălia de la Covadonga a fost prima victorie semnificativă a forțelor militare creștine în Iberia în urma cuceririi maure din această regiune, în 711. Acesta a fost purtată la Covadonga, cel mai probabil în vara anului 722. A asigurat independența Regatului de Asturia și, pe termen lung, supraviețuirea unei fortăreațe creștine în nordul Iberiei. Acesta a avut un rol iminent în revenirea regulilor creștine pe toată Peninsula Iberică, așa că lupta este în retrospectivă privită ca începutul Reconquistei.
În conformitate cu texte scrise de Mozarabi în nordul Iberiei, în timpul secolului al IX-lea, vizigoții nobili, au ales în 718 un om pe nume Pelagius (681-737), în calitate de lider al lor. Pelagius, un fiu de Favila, care a fost un demnitar la curtea regelui vizigot Egica (687-700), a stabilit cartierul general la Cangas de Onís, Asturia și a incitat o revoltă împotriva musulmanilor omeiazi.
De la începutul invaziei musulmane din Iberia, refugiații și combatanții din partea de sud a peninsulei a fost în mișcare spre nord, pentru a evita autoritatea islamică. Unii s-au refugiat în munții din Asturia în partea de nord-vest a Peninsulei Iberice. Acolo Pelagius a recrutat trupa lui de luptători. Primele sale acțiuni au fost de a refuza să mai plătească jizya (taxa pe non-musulmani) și planuirea unui asalt a uneor mici garnizoane omeidr care au staționat în zonă.  În cele din urmă, el a reușit să expulzeze un guvernator provincial numit Munuza de Asturia. El a făcut față unui număr de încercări de a restabili controlul musulman, și în curând a fondat Regatul de Asturia, care a devenit o fortăreață creștină împotriva continuării expansiunii musulmane.
În primii ani, această rebeliune nu reprezenta o amenințare la adresa noilor stăpâni ai Spaniei, al cărui scaun de putere a fost stabilită la Cordoba. Prin urmare, a fost doar o reacție superficială minoră. Pelagius nu a fost întotdeauna capabil să țină musulmanii departe de Asturia, dar nici nu a fost învins de aceștia, și de îndată ce maurii părăseau regatul, el mereu restabilea controlul. La data de 9 iulie 721, o forță musulmană care a traversat Pirineii și a invadat Regatul francilor a fost învins de către aceștia, în Bătălia de la Toulouse, în Franța de azi. Acesta a fost primul eșec grav în campania musulmană din sud-vestul Europei. Nedorind să se întoarcă la Cordoba cu astfel de vești proaste, wāli-ul omeiad, Anbasa ibn Suhaym Al-Kalbi, a decis că învingând rebeliunea din Asturia în drum spre casă, ar permite trupelor sale o victorie ușoară și astfel ar ridica moralul lor.
În 722, forțele comandate de către comandanții omeiazi Al Qama și Munuza, însoțiți de Episcopul Oppas din Sevilla, fratele fostului rege vizigot Witiza, au fost trimise la Asturia. Ca Al Qama, au invadat o mare parte a regiunii, Oppas încercând însă să negocieze predarea fraților săi creștini, dar a eșuat în ciuda efortului său. Pelagius și armata sa s-a retras adânc în munții din Asturia, în cele din urmă s-a retras într-o vale îngustă flancată de munți, care a fost ușor de apărat din cauza imposibilității de a lansa un atac larg frontal. Pelagius ar fi avut în jur de trei sute de oameni cu el.
Al Qama în cele din urmă a ajuns la Covadonga, și a trimis înainte un emisar pentru a-l convinge pe Pelagius să se predea. El a refuzat, așa că Al Qama a ordonat trupelor sale cele mai, un atac, în vale unde se afla Pelagius. Forța asturienilor a atacat de pe versanții munților, și apoi, în momentul culminant, Pelagius a condus personal o parte din soldații săi afară din în vale. Ei s-au ascuns într-o peșteră, nevăzută de către musulmani. Scrierile creștine menționează că sacrificiul musulmanilor a fost oribil și de amploare, în timp ce scrierile omeide o descriu ca pe o simplă încăierare. Al Qama însuși a căzut în luptă, și soldații săi au fugit de pe câmpul de luptă.
În urma victoriei lui Pelagius, oamenii din satele cucerite s-au alăturat acum armatei lui, și au ucis sute de soldați ai lui Al Qama în timp ce se retrăgeau. Munuza, neacceptând înfrângerea, a organizat un alt atac, și a adunat ceea ce mai rămăsese din supraviețuitori. L-a confruntat pe Pelagius, însă armata lui a luat proporții mult mai mari acum, iar în apropierea orașului modern Proaza, Pelagius câștigă din nou, și Munuza este ucis în luptă. Bătălia este comemorat în sanctuarul Fecioarei Noastre de Covadonga.